# 西経154度線
西経154度線（せいけい154どせん）は、本初子午線面から西へ154度の角度を成す経線である。北極点から北極海、北アメリカ、太平洋、南極海、南極大陸を通過して南極点までを結ぶ。
西経154度線は、東経26度線と共に大円を形成する。

## 通過する地域一覧
西経154度線は、北極点から南極点まで南に向かって以下の場所を通っている。
| 地理座標                                               | 国土・領土・領海         | 備考 |
| ------------------------------------------------------ | ------------------------ | --- |
| 北緯90度0分 西経154度0分 / 北緯90.000度 西経154.000度  | 北極海                   | |
| 北緯71度45分 西経154度0分 / 北緯71.750度 西経154.000度 | ボーフォート海           | |
| 北緯70度50分 西経154度0分 / 北緯70.833度 西経154.000度 | アメリカ合衆国           | アラスカ州 |
| 北緯59度21分 西経154度0分 / 北緯59.350度 西経154.000度 | カミシャク湾（英語版）   | |
| 北緯59度4分 西経154度0分 / 北緯59.067度 西経154.000度  | アメリカ合衆国           | アラスカ州 |
| 北緯58度29分 西経154度0分 / 北緯58.483度 西経154.000度 | シェリコフ海峡（英語版） | |
| 北緯57度39分 西経154度0分 / 北緯57.650度 西経154.000度 | アメリカ合衆国           | アラスカ州 — コディアック島                                                                                      |
| 北緯56度44分 西経154度0分 / 北緯56.733度 西経154.000度 | 太平洋                   | |
| 北緯56度33分 西経154度0分 / 北緯56.550度 西経154.000度 | アメリカ合衆国           | アラスカ州 — シットキナック島（英語版）                                                                          |
| 北緯56度30分 西経154度0分 / 北緯56.500度 西経154.000度 | 太平洋                   | モピア環礁（英語版）（ フランス領ポリネシア、南緯16度48分 西経153度59分 / 南緯16.800度 西経153.983度）の西を通過 |
| 南緯60度0分 西経154度0分 / 南緯60.000度 西経154.000度  | 南極海                   | |
| 南緯77度7分 西経154度0分 / 南緯77.117度 西経154.000度  | 南極大陸                 | ロス海属領 - ニュージーランドが領有権主張                                                                        |